# Deborah Babashoff
Deborah Babashoff (Estados Unidos, 1970) es una nadadora estadounidense retirada especializada en pruebas de estilo libre larga distancia, donde consiguió ser medallista de bronce mundial en 1986 en los 800 metros estilo libre.

## Carrera deportiva
En el Campeonato Mundial de Natación de 1986 celebrado en Madrid (España), ganó la medalla de bronce en los 800 metros estilo libre, con un tiempo de 8:34.04 segundos, tras las nadadoras alemanas Astrid Strauss  (oro con 8:28.24 segundos) y Katja Hartmann  (plata con 8:28.44 segundos).